# Melfried Comenencia
Melfried Comenencia (?, 3 januari 1975) is een Nederlandse honkballer.
Comenencia slaat en gooit rechtshandig en is buitenvelder. Hij begon te honkballen in de hoofdklasse bij de vereniging Quick in Amersfoort. Toen deze club degradeerde ging hij naar Sparta/Feyenoord in Rotterdam waar hij tot 1999 voor zou uitkomen. Hierna speelde hij voor Neptunus waar hij voor het laatst in 2007 voor uitkwam maar nog wel op de teamlijst vermeld staat in 2008. Comenencia kwam van 1995 tot 2001 tevens uit voor het Nederlands honkbalteam waarmee hij vele grote toernooien speelde.